# 리아 노보스티

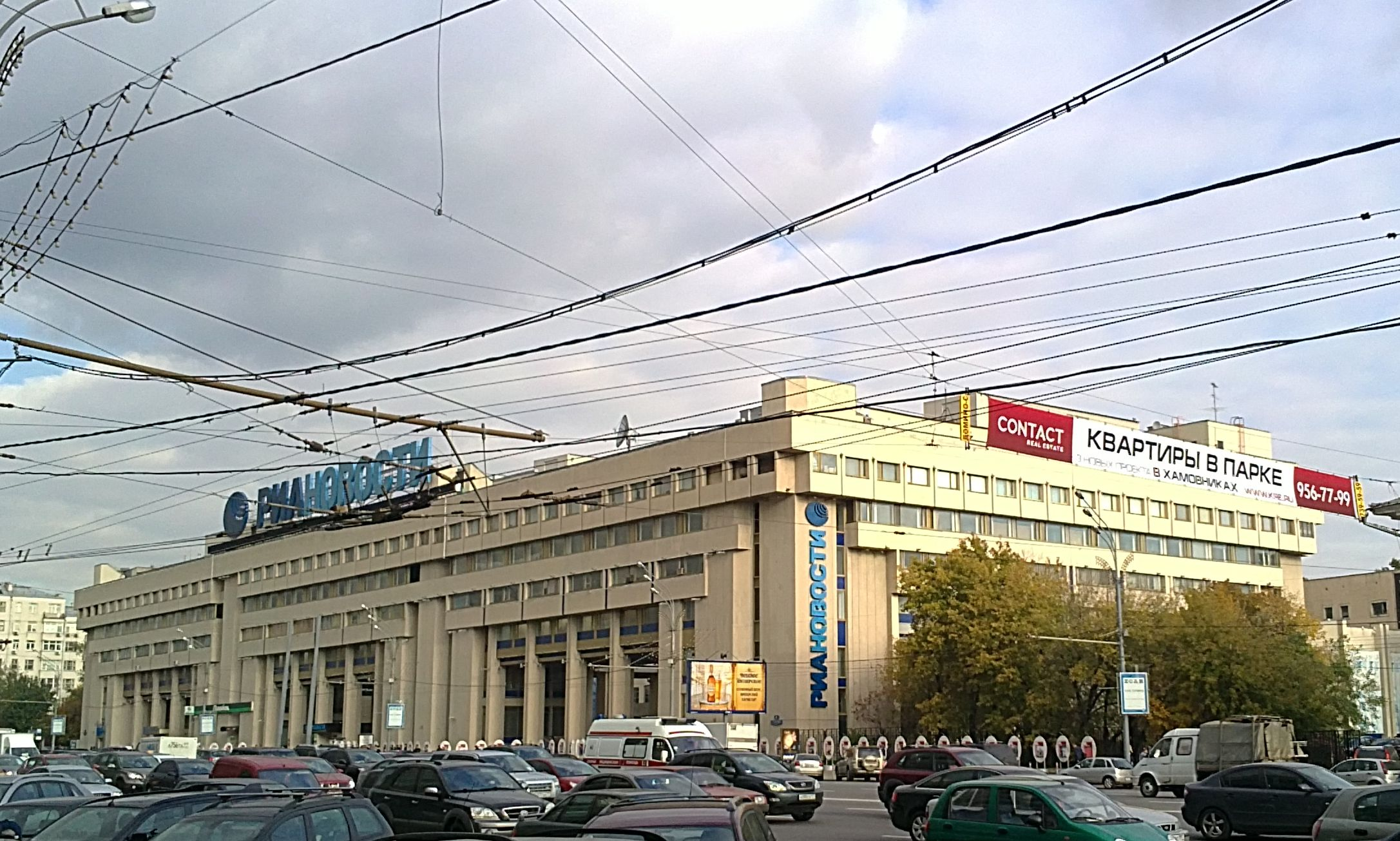
모스크바에 위치한 본부 모습

리아 노보스티(RIA Novosti, 영어: Russian International News Agency, 러시아어: Российское агентство международных новостей, 문화어: 리아 노보스찌)는 1941년에 창설된 러시아의 국영 통신사이다. 러시아의 수도 모스크바에 본부를 두고 있다.

## 참고
1. ↑  Country profile: Russia - Media, BBC 뉴스